# Сьлеповрони (Островський повіт)
Сьлеповрони (пол. Ślepowrony) — село в Польщі, у гміні Нур Островського повіту Мазовецького воєводства.
Населення — 79 осіб (2011).
У 1975-1998 роках село належало до Ломжинського воєводства.

## Демографія
Демографічна структура станом на 31 березня 2011 року:
|          | Загалом | Допрацездатний вік | Працездатний вік | Постпрацездатний вік |
| -------- | ------- | ------------------ | ---------------- | -------------------- |
| Чоловіки | 42      | 7                  | 25               | 10                   |
| Жінки    | 37      | 2                  | 17               | 18                   |
| Разом    | 79      | 9                  | 42               | 28                   |